# Чишминский поссовет
Чишминский поссовет (баш. Шишмә ҡасаба советы) — административно-территориальная единица и муниципальное образование (тип: городское поселение) в Чишминском районе Башкортостана Российской Федерации.
Административный центр и единственный населённый пункт — пгт. Чишмы.

## История
Чишминский поселковый совет образован в соответствии с Постановлением бюро Башкирского обкома ВКП(б) от 13 марта 1946 года № 387.
Указом Президиума Верховного Совета Башкирской АССР от 14 января 1965 г. № 6-2/3 включён в состав Чишминского района БАССР.
На основании Закона Республики Башкортостан «О местном самоуправлении в Республике Башкортостан» и Устава Чишминского поссовета Чишминского района Республики Башкортостан 30 ноября 1998 года б/н был зарегистрирован муниципалитет Чишминский поссовет.
Законом Республики Башкортостан от 25 июля 2001 г. № 235-а образовано муниципальное образование Чишминский поссовет. Впоследствии именовалось как муниципальное образование Чишминский поссовет Чишминского района Республики Башкортостан (с 14 октября 2004), Городское поселение Чишминский поссовет Чишминского района Республики Башкортостан (с 29 июля 2005), Городское поселение Чишминский поссовет муниципального района Чишминский район Республики Башкортостан (с 28 декабря 2005), администрация Городского поселения Чишминский поссовет муниципального района Чишминский район Республики Башкортостан (с 19 декабря 2007).
Статус и границы городского поселения установлены Законом Республики Башкортостан от 17 декабря 2004 года № 126-з «О границах, статусе и административных центрах муниципальных образований в Республике Башкортостан»

## Население
| 2002    | 2009    | 2010    | 2012    | 2013    | 2014    | 2015    |
| ------- | ------- | ------- | ------- | ------- | ------- | ------- |
| 21 008  | ↗22 096 | ↘21 196 | ↗21 272 | ↗21 540 | ↗21 923 | ↗21 994 |
| 2016    | 2017    | 2018    |         |         |         |         |
| ↗22 008 | ↗22 408 | ↗23 518 |         |         |         |         |

К 1981 году преобладающая национальность — татары.

## Инфраструктура
К 1981 году действовал Чишминский плодопитомнический совхоз.

## Транспорт
Автомобильный и железнодорожный транспорт.